# Omar Hawsawi
Omar Ibrahim Othman Hawsawi (en árabe: عمر إبراهيم عمر عثمان هوساوي; Yeda, Arabia Saudita, 27 de septiembre de 1985) es un exfutbolista saudí que jugaba como defensa.

## Selección nacional
Fue internacional con la selección de Arabia Saudita en 47 ocasiones y convirtió tres goles.
El 4 de junio de 2018 fue incluido por el entrenador Juan Antonio Pizzi en la lista de veintitrés jugadores que disputarían la Copa del Mundo de 2018 en Rusia.

### Participaciones en Copas del Mundo
| Mundial                        | Sede  | Resultado      | Partidos | Goles |
| ------------------------------ | ----- | -------------- | -------- | ----- |
| Copa Mundial de Fútbol de 2018 | Rusia | Fase de grupos | 1        | 0     |

### Participaciones en Copas Asiáticas
| Copa               | Sede                   | Resultado        | Partidos | Goles |
| ------------------ | ---------------------- | ---------------- | -------- | ----- |
| Copa Asiática 2015 | Australia              | Fase de grupos   | 3        | 0     |
| Copa Asiática 2019 | Emiratos Árabes Unidos | Octavos de final | 0        | 0     |

## Clubes
| Club       | País           | Año       |
| ---------- | -------------- | --------- |
| Al-Washm   | Arabia Saudita | 2008-2009 |
| Al-Shoulla | Arabia Saudita | 2009-2011 |
| Al-Nassr   | Arabia Saudita | 2011-2020 |
| Al-Ittihad | Arabia Saudita | 2020-2024 |

## Palmarés

### Campeonatos nacionales
| Título                               | Club       | País           | Año  |
| ------------------------------------ | ---------- | -------------- | ---- |
| Copa del Príncipe de la Corona Saudí | Al-Nassr   | Arabia Saudita | 2014 |
| Liga Profesional Saudí               | Al-Nassr   | Arabia Saudita | 2014 |
| Liga Profesional Saudí               | Al-Nassr   | Arabia Saudita | 2015 |
| Liga Profesional Saudí               | Al-Nassr   | Arabia Saudita | 2019 |
| Supercopa de Arabia Saudita          | Al-Nassr   | Arabia Saudita | 2019 |
| Supercopa de Arabia Saudita          | Al-Ittihad | Arabia Saudita | 2023 |
| Liga Profesional Saudí               | Al-Ittihad | Arabia Saudita | 2023 |